# Antoine Le Comte
Antoine Le Comte (auch: Le Conte; * 29. Dezember 1629 in Paris; † 6. September 1683 in Monchy-Saint-Éloi) war ein französischer Bischof.

## Leben
Antoine Le Comte war der Sohn eines königlichen Zahlmeisters und Verwalters der Kriegskasse (trésorier des guerres). Er gehörte am Hof zur Schar der Almoseniers des Königs und wurde am 31. März 1668 im Alter von 38 Jahren zum Priester geweiht. Er war Dompropst (prévot) in Glandèves. Der König ernannte ihn am 2. Juli 1681 zum Bischof von Grasse. Die Bischofsweihe nahm am 16. August 1682 in Paris Erzbischof Michel Phélypeaux de La Vrillière von Bourges vor. Er starb ein Jahr später im Alter von 53 Jahren auf seinen Gütern, bevor er die Reise in sein Bistum antreten konnte.